# راشل وال
ریچل وال (زادهٔ حدود ۱۷۶۰) یک دزد دریایی زن آمریکایی بود. او آخرین زنی بود که در ماساچوست به دار آویخته شد. ریچل ممکن است اولین زن متولد آمریکا بوده باشد که دزد دریایی شد.

## اوایل زندگی
وال ریچل اشمیت در کارلایل که در استان پنسیلوانیا قرار داشت و در خانواده‌ای پرسبیترینیسم و بسیار دین‌دار به دنیا آمد. او در مزرعه‌ای خارج از کارلایل زندگی می‌کرد، اما خوشحال نبود و بیشتر وقت خود را در یک ساحل سپری می‌کرد. هنگامی که در اسکله بود، توسط گروهی از دختران مورد حمله قرار گرفت و مردی به نام جورج وال او را نجات داد. راشل و جرج وال بعداً با یکدیگر ازدواج کردند.

## دزدی دریایی
وال و شوهرش به بوستون نقل مکان کردند، جایی که او در یک اسکله ماهیگیری مشغول به کار شد. روزی جورج، پنج ملوان و معشوقه‌های آن‌ها را با خود به خانه آورد و وال را متقاعد کرد که به آنها بپیوندند. آنها در یک هفته، با برگزاری مهمانی تمام پول‌های خود را خرج کرند، از این رو جورج به آنها پیشنهاد داد که همه آنها با هم و همراه هم دزد دریایی بشوند. همه افراد حاضر در مهمانی پذیرفتند. از این رو جورج مقداری پول از یکی از دوستانش قرض گرفت، و مهمانی بار دیگر به راه افتاد.
وال و خدمه‌اش در جزیره شولز، درست در سواحل نیوهمپشایر فعالیت می‌کردند. در یک نقشه زیرکانه پس از هر طوفان، وال روی عرشه می‌ایستاد و برای کمک فریاد می‌زد. زمانی که عابران برای کمک رسانی می‌آمدند، کشته می‌شدند و تمام اجناسشان به سرقت می‌رفت. خدمه تحت رهبری وال توانستند ۱۲ کشتی، ۶۰۰۰ دلار پول نقد و مقدار نامشخص اشیاء قیمتی را تصاحب کنند. آنها ۲۴ ملوان را نیز بین سال‌های ۱۷۸۱ تا ۱۷۸۲ کشتند.

## دستگیری و اعدام
وقتی که شوهرش و خدمه کشتی به صورت ناگهانی او را تنها گذاشتند به دریا رفتند، وال به بوستون بازگشت و کار خود را به عنوان خدمتکار که شغل قبلی‌اش بود، از سر گرفت. با این حال، او همچنان از رفتن به اسکله و دستبرد به قایق‌های بندرگاهی و سرقت اشیا از داخل آنها لذت می‌برد. آخرین سرقت او زمانی رخ داد که او زن جوانی به نام مارگارت را در بندر دید. مارگارت کلاهی بر سر داشت که وال آرزوی داشتنش را داشت. او سعی کرد کلاه را بدزدد و زبان مارگارت را ببُرد، اما دستگیر و بازداشت شد. او در ۱۰ سپتامبر ۱۷۸۹ به دلیل سرقت محاکمه شد، اما درخواست کرد که به عنوان دزد دریایی محاکمه شود نه به عنوان یک دزد. این اعتراف باعث شد که او به اعدام محکوم شود در حالی که اظهار داشت که هرگز کسی را نکشته است. با این حال، او به سرقت مجرم شناخته شد و در ۸ اکتبر ۱۷۸۹ به دار آویخته شد.گفته می‌شود که او در آخرین سخن‌های خود نقل کرده است که:
... روح خود را به دست خداوند متعال می‌سپارم، با اتکا به رحمت او… و در بیست و نهمین سال سن خود به عنوان یکی از اعضای نالایق کلیسای پروتستان می‌میرم.
مرگ او به عنوان آخرین موردی بود که یک زن در ماساچوست به دار آویخته می‌شد.

## بیشتر خواندن
- زندگی، آخرین سخنان و اعترافات در حال مرگ، راشل وال: که به همراه ویلیام اسمیت و ویلیام دانوگان، در روز پنجشنبه، ۸ اکتبر ۱۷۸۹، در بوستون به دلیل دزدی در بزرگراه اعدام شدند.
- تاریخ بوستون: مقالاتی به افتخار توماس اچ. اوکانر توسط توماس اچ. اوکانر، جیمز ام. اوتول و دیوید کویگلی:شابک 1-55553-582-8
- قدرت مطبوعات: تولد گزارش سیاسی آمریکایی نوشته توماس سی لئونارد:شابک 0-19-503719-7